# Sophia Flörsch
Sophia Flörsch (Grünwald, 1º dicembre 2000) è una pilota automobilistica tedesca, dal 2023 fa parte della Academy del team Alpine F1 Team.

## Carriera

### Esordi e categorie minori
Sophia ha iniziato la sua carriera nei kart nel 2005. Dal 2008 al 2014 ha partecipato a vari campionati europei con kart.
Nel 2015 ha partecipato al Ginetta Junior Championship con HHC Motorsport, ottenendo due vittorie e due podi. A metà stagione si è ritirata dalla competizione quando era in terza posizione in classifica generale per concentrarsi sul suo passaggio nella Formula 4.
Nel 2016 ha esordito nel campionato ADAC di Formula 4 per la scuderia Motopark.

### Formula 3
Il 13 marzo 2018 ha preso parte al suo primo test con un'auto da Formula 3 con la Van Amersfoort Racing. Il 6 luglio 2018 ha esordito nel Campionato Europeo di Formula 3 con lo stesso team. Il 18 novembre 2018, nel corso del Gran Premio di Macao, la sua monoposto ha preso il volo dopo aver colpito la vettura di un altro pilota, sollevandosi di ben tre metri da terra e schiantandosi contro le barriere di protezione a una velocità di 276 km/h. Riportò una frattura alle vertebre e, dopo un intervento durato 11 ore, è riuscita a riprendersi lentamente. Nella classifica finale risultò ventiduesima, con un punto segnato al Red Bull Ring.
Nel 2019 prende parte al campionato di Formula 3 europea regionale con il team Van Amersfoort Racing, chiude la stagione al settimo posto nella classifica generale. Nel 2020 con il team Campos Racing partecipa al campionato di Formula 3 senza conquistare nessun punto iridato.

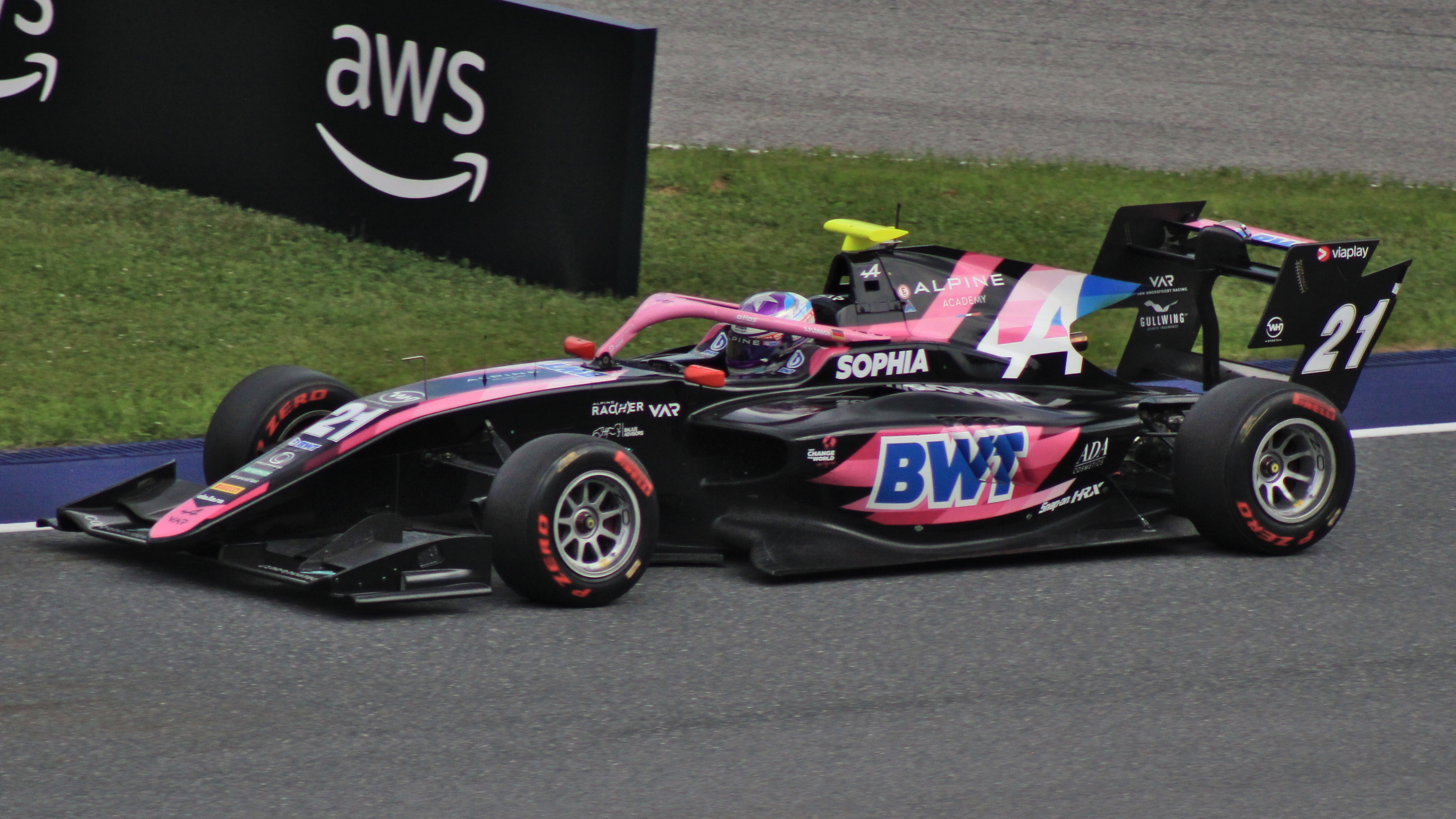
Sophia Flörsch alla guida della Dallara F3 nel 2024

Per la stagione 2023, la ragazza torna a correre in Formula 3 con il team PHM Racing by Charouz, nello stesso periodo entra nella Alpine Academy. Il 30 luglio in occasione del Gran Premio del Belgio, sul Circuito di Spa-Francorchamps, ottiene il 7º posto nella Feature Race di Formula 3 che le consente di guadagnare i primi punti della stagione (6 per la precisione), rendendola allo stesso tempo la prima donna della storia a conquistare punti iridati in una gara di Formula 3. Per fine stagione non ottiene altri punti e chiude in ventitreesima posizione. Nel novembre dello stesso anno, Sophia torna nel Gran Premio di Macao con il team Van Amersfoort Racing, cinque anni dopo al grave incidente in cui è stata coinvolta. 
Nel 2024 rimane in Formula 3 passando al team Van Amersfoort Racing. In questa stagione non riesce ad ottenere nessun punto per la classifica.

### DTM
Il 22 marzo 2021 il team Abt Sportsline ufficializza Sophia Flörsch per la stagione 2021, era da nove anni che una donna non correva nel DTM.

### Endurance

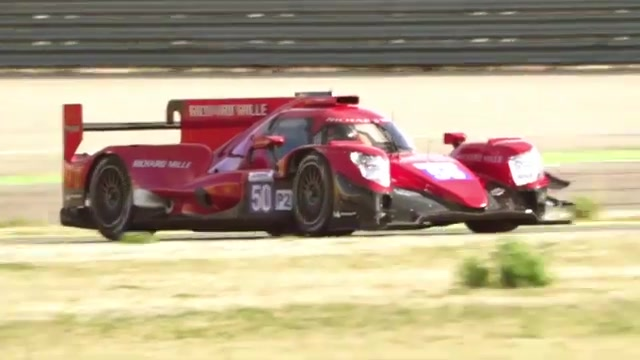
European Le Mans Series 2020

Nel 2020 corre con il team Richard Mille Racing tre gare del campionato European Le Mans Series, il 19 settembre sempre con il team Richard Mille Racing ha corso la 24 Ore di Le Mans nella classe LMP2 in squadra con altre due donne, Tatiana Calderón e Beitske Visser.
Si classificano al 13º posto nella classifica totale e al 9° nella classifica riservata alla loro classe.
Nel 2021 Sophia Flörsch con il team Richard Mille Racing correrà l’intero Campionato del mondo endurance. Nella 24 Ore di Le Mans sono costrette al ritiro per un incidente con un'altra vettura. Lo stesso anno partecipa anche al ultima gara a Portimão della European Le Mans Series con il team portoghese Algarve Pro Racing, conquistando il primo podio stagionale del team grazie un terzo posto.
Nel 2022 si unisce al team G-Drive Racing per correre nella European Le Mans Series insieme a Roman Rusinov. A causa delle sanzioni contro la Russia, il team Algarve Pro Racing subentra al G-Drive confermando come piloti Sophia e Bent Viscaal. Nella prima gara stagione, la 4 Ore di Le Castellet il duo chiude secondo dietro il team Prema Racing.
Lo stesso anno corre per la terza volta consecutiva la 24 Ore di Le Mans (classe LMP2) sempre con il team Algarve Pro Racing ed insieme a Jack Aitken e John Falb.

### Indy NXT
Dopo aver preso parte ai test della Formula E sul Circuito di Valencia con la Nissan, la ragazza tedesca passa alla Indy NXT, serie propedeutica della IndyCar Series, guidando per il team HMD Motorsports. Dopo una sola gara, la ragazza tedesca decide di lasciare la competizione.

## Risultati

### Riassunto carriera
| Stagione | Serie                       | Team                      | Gare | Vittorie | Pole | G/Veloce | Podio | Punti | Pos. |
| -------- | --------------------------- | ------------------------- | ---- | -------- | ---- | -------- | ----- | ----- | ---- |
| 2015     | Ginetta Junior Championship | HHC Motorsport            | 10   | 2        | 1    | 1        | 4     | 211   | 11°  |
| 2016     | ADAC Formula 4              | Motopark                  | 24   | 0        | 0    | 1        | 0     | 25    | 19°  |
| 2017     | ADAC Formula 4              | BWT Mücke Motorsport      | 20   | 0        | 0    | 2        | 2     | 71    | 13°  |
| 2017     | Formula 4 italiano          | BWT Mücke Motorsport      | 9    | 0        | 0    | 0        | 0     | 28    | NC†  |
| 2018     | F3 europe                   | Van Amersfoort Racing     | 21   | 0        | 0    | 0        | 0     | 1     | 22°  |
| 2018     | Gran Premio di Macao        | Van Amersfoort Racing     | 1    | 0        | 0    | 0        | 0     | N/A   | DNF  |
| 2019     | Formula 3 regionale europeo | Van Amersfoort Racing     | 24   | 0        | 0    | 1        | 0     | 149   | 7°   |
| 2019     | Gran Premio di Macao        | HWA Racelab               | 1    | 0        | 0    | 0        | 0     | N/A   | DNF  |
| 2020     | FIA Formula 3               | Campos Racing             | 16   | 0        | 0    | 0        | 0     | 0     | 29°  |
| 2020     | European Le Mans Series     | Richard Mille Racing Team | 3    | 0        | 0    | 0        | 0     | 2     | 25°  |
| 2020     | 24 Ore di Le Mans - LMP2    | Richard Mille Racing Team | 1    | 0        | 0    | 0        | 0     | N/A   | 9°   |
| 2021     | DTM                         | Abt Sportsline            | 14   | 0        | 0    | 0        | 0     | 8     | 18°  |
| 2021     | WEC - LMP2                  | Richard Mille Racing Team | 6    | 0        | 0    | 0        | 0     | 31    | 13°  |
| 2021     | European Le Mans Series     | Algarve Pro Racing        | 1    | 0        | 0    | 0        | 1     | 15    | 21°  |
| 2022     | European Le Mans Series     | G-Drive Racing            | 4    | 0        | 0    | 0        | 1     | 23    | 13°  |
| 2023     | FIA Formula 3               | PHM Racing by Charouz     | 18   | 0        | 0    | 0        | 0     | 6     | 23°  |
| 2024     | FIA Formula 3               | Van Amersfoort Racing     | 20   | 0        | 0    | 0        | 0     | 0     | 28°  |

* Stagione in corso

### Risultati completi FIA Formula 3
(legenda) (Le gare in grassetto indicano la pole position) (Le gare in corsivo indicano Gpv)
| Stagione | Team                  | 1    | 2    | 3    | 4    | 5   | 6   | 7    | 8    | 9    | 10   | 11  | 12  | 13  | 14  | 15  | 16  | 17  | 18  | 19  | 20  | Punti | Pos. |
| -------- | --------------------- | ---- | ---- | ---- | ---- | --- | --- | ---- | ---- | ---- | ---- | --- | --- | --- | --- | --- | --- | --- | --- | --- | --- | ----- | ---- |
| 2020     | Campos Racing         | RBR1 | RBR1 | RBR2 | RBR2 | HUN | HUN | SIL1 | SIL1 | SIL2 | SIL2 | CAT | CAT | SPA | SPA | MNZ | MNZ | MUG | MUG |     |     | 0     | 29ª  |
| 2020     | Campos Racing         | 26   | 16   | 21   | Rit  | 18  | 14  | 22   | 21   | 20   | 19   | 27  | 23  |     |     | 21  | 12  | 22  | 24  |     |     | 0     | 29ª  |
| 2023     | PHM Racing by Charouz | BHR  | BHR  | MEL  | MEL  | MON | MON | CAT  | CAT  | RBR  | RBR  | SIL | SIL | HUN | HUN | SPA | SPA | MNZ | MNZ |     |     | 6     | 23ªº |
| 2023     | PHM Racing by Charouz | 22   | 21   | 16   | 18   | 23  | 23  | 21   | 20   | 18   | SQ   | 19  | 23  | 17  | 18  | 12  | 7   | 16  | 14  |     |     | 6     | 23ªº |
| 2024     | Van Amersfoort Racing | SAK  | SAK  | MEL  | MEL  | IMO | IMO | MON  | MON  | CAT  | CAT  | RBR | RBR | SIL | SIL | HUN | HUN | SPA | SPA | MNZ | MNZ | 0     | 28ª  |
| 2024     | Van Amersfoort Racing | 23   | 30   | 19   | Rit  | 15  | 12  | Rit  | 19   | 20   | 18   | 26  | 11  | Rit | Rit | 23  | 23  | 22  | Rit | 16  | Rit | 0     | 28ª  |

### Risultati Gran Premio di Macao
| Anno | Team                  | Auto            | Qualifica | Gara |
| ---- | --------------------- | --------------- | --------- | ---- |
| 2018 | Van Amersfoort Racing | Dallara F317    | 19°       | Rit  |
| 2019 | HWA Racelab           | Dallara F3 2019 | 21°       | Rit  |
| 2023 | Van Amersfoort Racing | Dallara F3 2019 | 15°       | 11°  |

### Risultati completi 24 ore di Le Mans
| Anno | Team                      | Co-piloti                       | Auto            | Classe | Giri | Pos. | Class Pos. |
| ---- | ------------------------- | ------------------------------- | --------------- | ------ | ---- | ---- | ---------- |
| 2020 | Richard Mille Racing Team | Tatiana Calderón Beitske Visser | Oreca 07-Gibson | LMP2   | 364  | 13°  | 9°         |
| 2021 | Richard Mille Racing Team | Tatiana Calderón Beitske Visser | Oreca 07-Gibson | LMP2   | 74   | Rit  | Rit        |
| 2022 | Algarve Pro Racing        | Jack Aitken John Falb           | Oreca 07-Gibson | LMP2   | 361  | 25°  | 20°        |

### Risultati nel WEC
(legenda) (Le gare in grassetto indicano la pole position) (Le gare in corsivo indicano Gpv)
| Anno    | Squadra                   | Classe | Vettura  | SPA | ALG | MNZ | LMS | BHR | BHR | Punti | Pos. |
| ------- | ------------------------- | ------ | -------- | --- | --- | --- | --- | --- | --- | ----- | ---- |
| 2021    | Richard Mille Racing Team | LMP2   | Oreca 07 | 8   | 6   | 8   | Rit | 6   | 9   | 31    | 13°  |
| Legenda |                           |        |          |     |     |     |     |     |     |       |      |

### Risultati nel ELMS
| Anno    | Squadra            | Classe | Vettura  | PAU | IMO | MON | BAR | SPA | POR | Punti | Pos. |
| ------- | ------------------ | ------ | -------- | --- | --- | --- | --- | --- | --- | ----- | ---- |
| 2022    | Algarve Pro Racing | LMP2   | Oreca 07 | 2   | 8   | 10  | 12  |     |     | 23    | 13°  |
| Legenda |                    |        |          |     |     |     |     |     |     |       |      |

* Stagione in corso

### Risultati completi DTM
(legenda) (Le gare in grassetto indicano la pole position) (Le gare in corsivo indicano Gpv)
| Anno | Team           | Vettura         | 1   | 2   | 3   | 4   | 5   | 6   | 7   | 8   | 9   | 10  | 11  | 12  | 13  | 14  | 15  | 16  | Punti | Pos. |
| ---- | -------------- | --------------- | --- | --- | --- | --- | --- | --- | --- | --- | --- | --- | --- | --- | --- | --- | --- | --- | ----- | ---- |
| 2021 | Abt Sportsline | Audi R8 LMS Evo | MNZ | MNZ | LAU | LAU | ZOL | ZOL | NÜR | NÜR | RBR | RBR | ASS | ASS | HOC | HOC | NOR | NOR | 8     | 18º  |
| 2021 | Abt Sportsline | Audi R8 LMS Evo | 15  | 15  | Rit | 15  | 15  | Rit |     |     | 17  | 15  | 9   | 16  | 12  | Rit | 13  | 9   | 8     | 18º  |

### Risultati in Indy NXT
(legenda) (Le gare in grassetto indicano la pole position) (Le gare in corsivo indicano Gpv)
| Stagione | Team            | 1   | 2   | 3   | 4   | 5   | 6   | 7   | 8   | 9   | 10  | 11  | 12  | 13  | 14  | Punti | Pos. |
| -------- | --------------- | --- | --- | --- | --- | --- | --- | --- | --- | --- | --- | --- | --- | --- | --- | ----- | ---- |
| 2025     | HMD Motorsports | STP | ALA | IMS | IMS | DET | GAT | ROA | MOH | IOW | LAG | LAG | POR | MIL | NSH | 18*   |      |
| 2025     | HMD Motorsports | 12  |     |     |     |     |     |     |     |     |     |     |     |     |     | 18*   |      |